# Pedicularis merrilliana
Pedicularis merrilliana är en snyltrotsväxtart som beskrevs av Hui Lin Li. Pedicularis merrilliana ingår i släktet spiror, och familjen snyltrotsväxter. Inga underarter finns listade i Catalogue of Life.